# Вільям Голбрук Бірд
Вільям Голбрук Бірд (англ. William Holbrook Beard 13 квітня, 1825, Пейнсвілл, Огайо, США — 20 лютого, 1900, Нью-Йорк) — художник другої половини 19 ст.  зі Сполучених Штатів.

## Життєпис
Народився в провінційному місті  Пейнсвілл, штат Огайо.
Починав як портретист і пейзажист ( «Втрачена повітряна куля», 1882 р. )  Водночас із живописом займався літературою, створював фейлетони гумористиного або сатиричного спрямування.
Фахову художню освіту здобув у Дюссельдорфській академії мистецтв.
Виборов популярність як художник-анімаліст та автор гумористичних картин-жартів. Головними персонажами картин-жартів стануть різноманітні тварини, що розігрували перед глядачами розповсюджені людські ситуації або парадоксальні ситуації навпаки ( «Полювання ведмедів на мисливців», «Мавпи-науковці», «Мавпи-алкоголіки» або «Преадаміти»). Мав пристрасть до зображення оленів, особливо мавп та чорних ведмедів. Створив декілька подорожей разом із іншими американськими художниками, серед котрих Альберт Бірштадт та Вортінгтон Віттрідж. 
Його сусідами по майстерні у місті Нью-Йорк були худжники Вінслов Гомер та Вільям Мерріт Чейз. Мав брата, Джеймс Генрі Бірд теж став художником. 
Вільям Холбрук Бірд помер у Нью-Йорку.

## Вибрані твори
- «Олень на тлі водоспада», 1873 р., Національний музей дикої природи
- «Розподіл мавпою смаженої індички», 1881 р.
- «Несподіванка в родині ведмедів», 1882 р.
- «Втрачена повітряна куля», 1882 р.
- «Олені біля води», 1884 р., Історичний центр Буффало Білла
- «Мавпа-блазень», 1886 р., Бруклінський музей.
- «Хижі птахи-критики»
- « Отже, ти хочеш одружитися ?», 1886 р., Національний музей дикої природи
- «Чорний ведмідь в лісі», 1889 р., Національний музей дикою природи
- «Анімалістична хода божка Силена»
- «Утиски в школі тварин»
- «Мавпи-науковці»
- «Мавпи-алкоголіки» або «Преадаміти»
- «Ведмеді вполювали мисливця»
- «Домашня бійка через дрібницю»
- «Післяобіднє спілкування»
- «Старий блазень-ельф та декілька фей»
- «Хто боїться корів ?»

## Галерея обраних творів

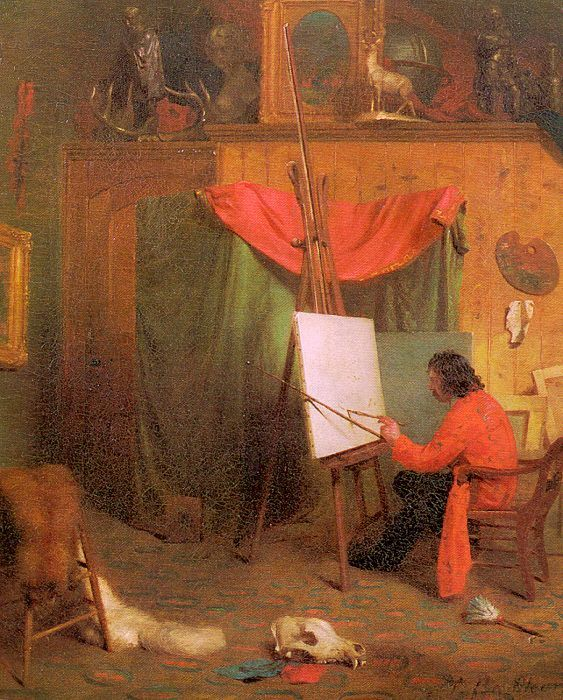
Вільям Холбрук Бірд. «Автопортет у майстерні», Нью-Йоркське товариство історії.

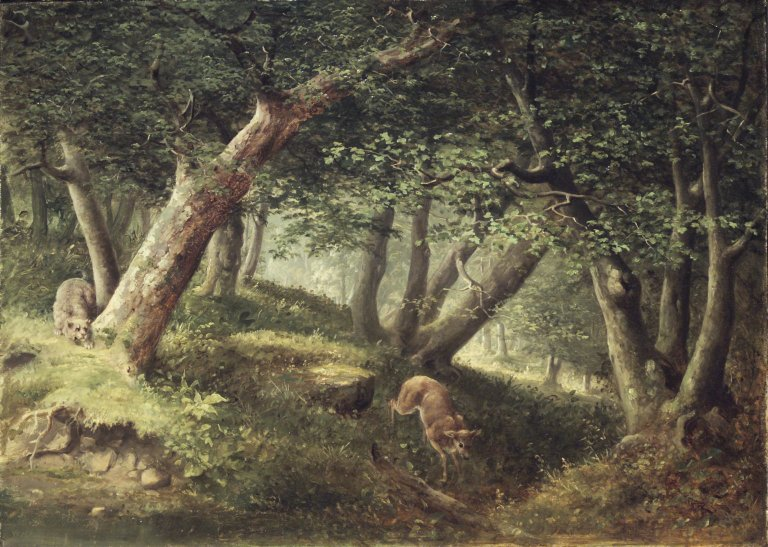
«В лісі», 1856 р., Бруклінський музей
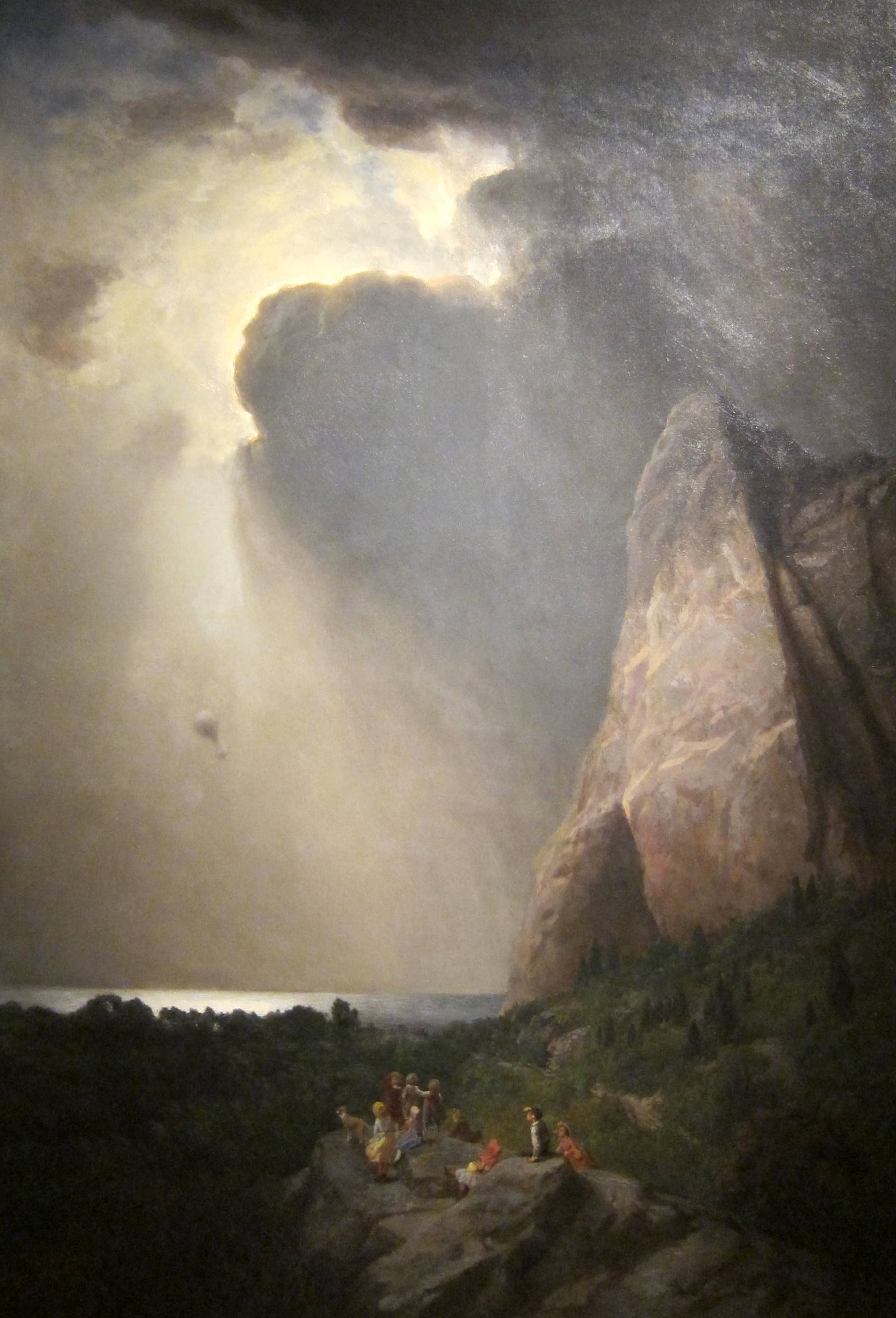
«Втрачена повіряна куля», 1882 р.
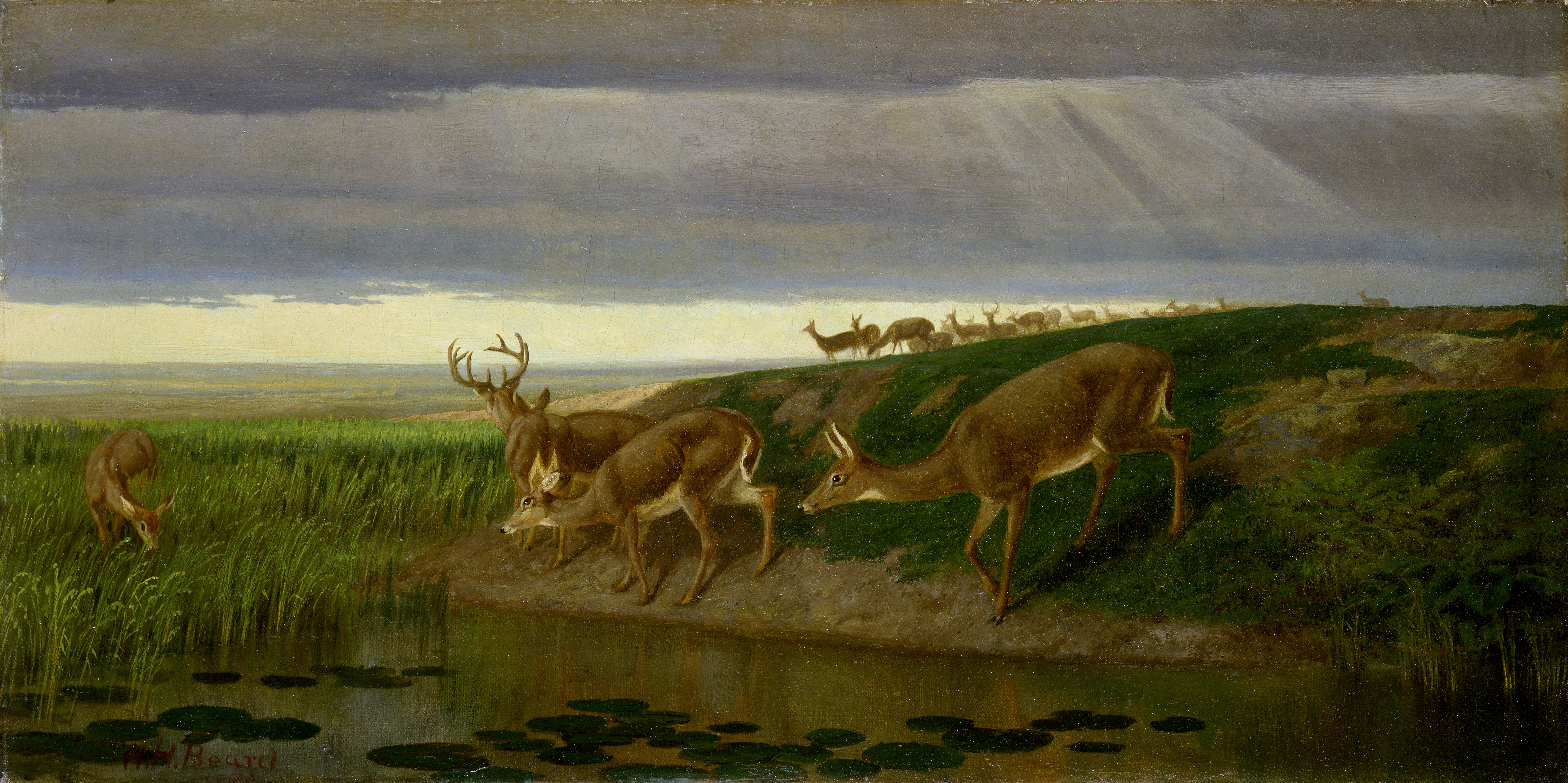
«Олені біля води», 1884 р., Історичний центр Буффало Білла

## Картини жарти

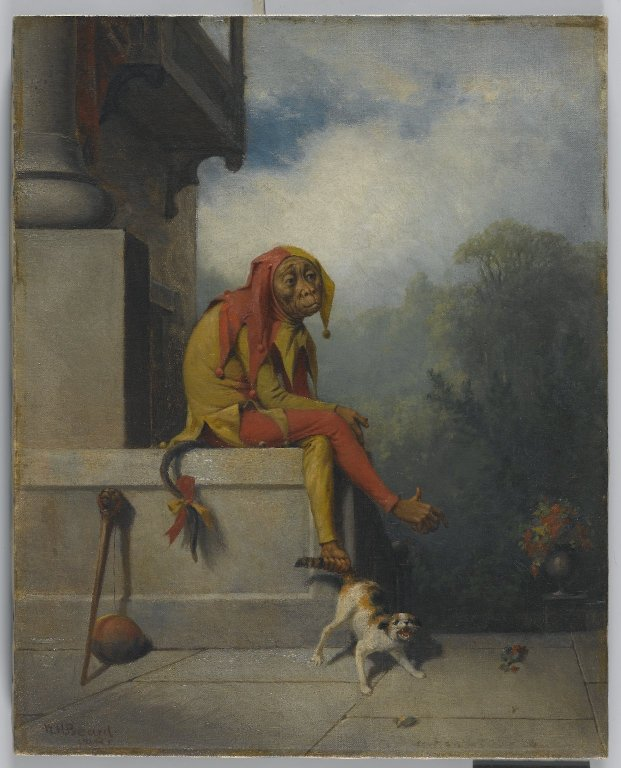
«Мавпа-блазень» або «Навіщо я на світі ?», 1886 р., Бруклінський музей

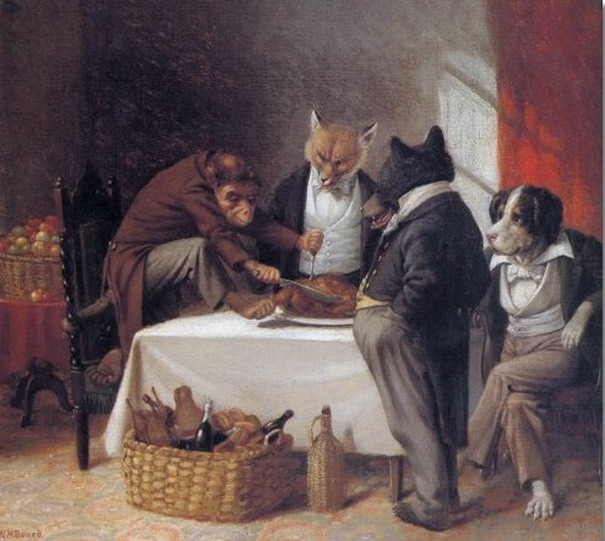
«Розподіл мавпою смаженої індички», 1881 р.
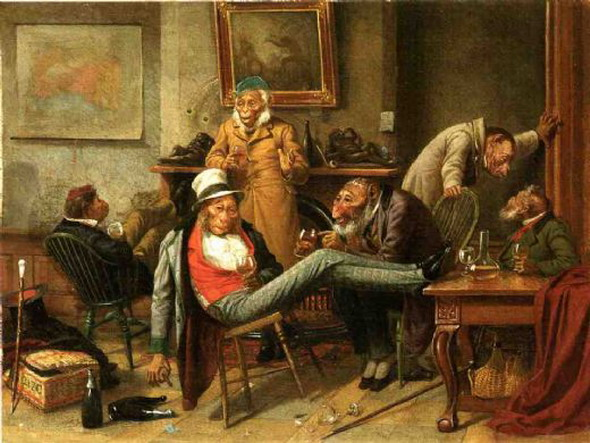
«Мавпи-алкоголіки» або «Преадаміти»
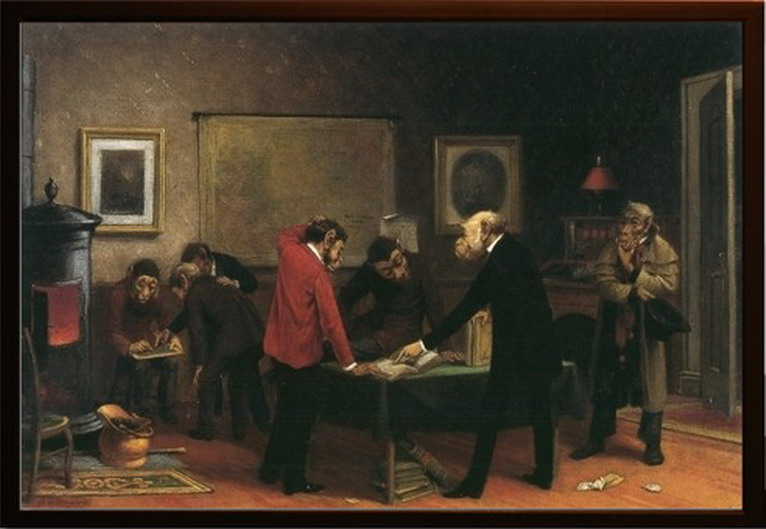
«Мавпи-науковці»